# オーボエ協奏曲 (ヴォーン・ウィリアムズ)

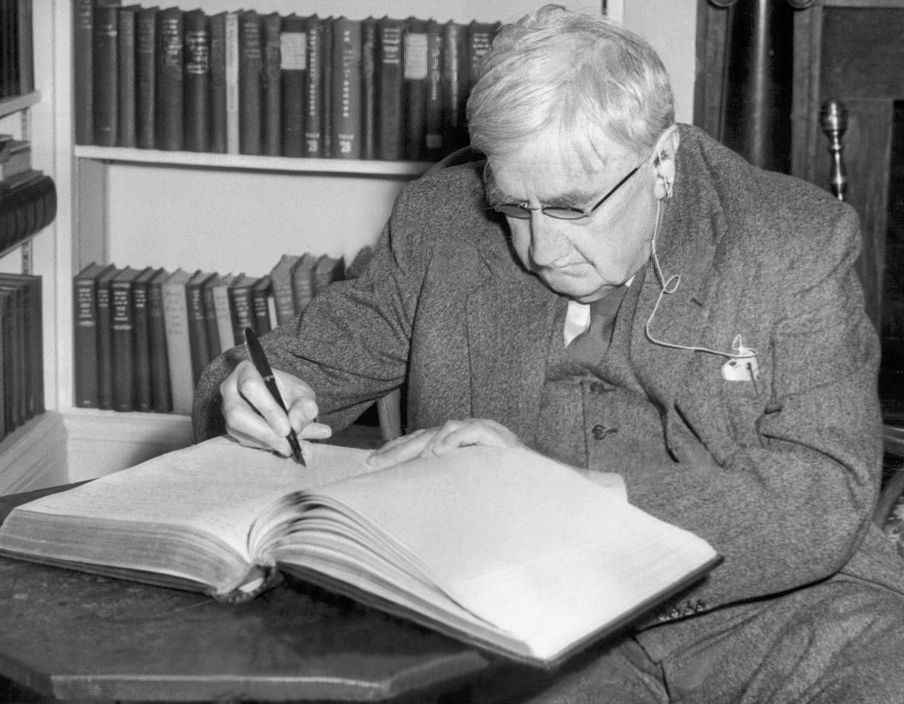
1954年、晩年のレイフ・ヴォーン・ウィリアムズ

オーボエと弦楽合奏のための協奏曲イ短調（Concerto in A Minor for Oboe and Strings）は、レイフ・ヴォーン・ウィリアムズが1944年に作曲したオーボエ協奏曲である。イギリスの名オーボエ奏者レオン・グーセンスのために作曲され、同年9月30日にリヴァプールで初演された。
弦楽合奏が伴奏ということもあり、簡素でスケール的には小さな作品であり、派手なところはないが、オーボエの特性が十分に生かされた協奏曲といえる。また、第1楽章の副題に象徴されているように、牧歌的な作品である。

## 楽曲構成
3楽章からなる。全曲で約20分。

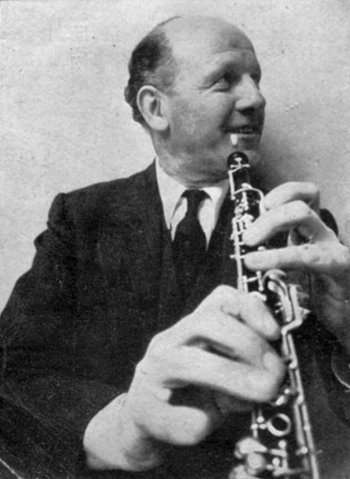
レオン・グーセンス

- 第1楽章　ロンド・パストラール  (イ短調)
- 第2楽章　メヌエットとミュゼット  (ハ短調)
- 第3楽章　終曲（スケルツォ)  (ト長調)